# SEL: Studies in English Literature 1500-1900
SEL: Studies in English Literature 1500-1900 es una revista académica fundada en 1956 que publica artículos relativos a cuatro categorías de la literatura británica de 1500 a 1900.

## Categorías
El Renacimiento inglés, el drama durante el reinado de las dinastías Tudor y Estuardo, la Restauración y el siglo XVII, y el siglo XIX. Cada número se centra en una de estas cuatro áreas de interés junto con una revisión general de estudios recientes. El actual redactor jefe es Robert L Patten de la Universidad Rice. La revista es publicada trimestralmente en febrero, mayo, agosto y noviembre por la Johns Hopkins University Press, tiene un tiraje de 1391 ejemplares y una media de 224 páginas.